# Rafał Wieczyński
Rafał Wieczyński (ur. 22 września 1968 w Warszawie) – polski aktor, reżyser, scenarzysta i producent.

## Filmografia

### Filmy
- 1983: Kartka z podróży − jako Dawid Grossman
- 1985: Kukułka w ciemnym lesie − jako Staszek
- 1985: ... jestem przeciw − jako Jacek
- 1986: Magnat − jako młody Conrad
- 1986: ESD − jako Klaudiusz
- 1988: Niezwykła podróż Baltazara Kobera − jako Baltazar
- 1994: Panna z mokrą głową − jako Józef Podkówka, nauczyciel Irenki

### Seriale
- 1980: Tylko Kaśka − jako Andrzej Marczak, brat Kaśki
- 1984: Lato leśnych ludzi − "Coto"
- 1982: Biała wizytówka − jako młody Conrad (odc. 2)
- 1987: Ucieczka z miejsc ukochanych − jako Jaś Kunefał
- 1994: Panna z mokrą głową − jako Józef Podkówka, nauczyciel Irenki

### Reżyseria
- 2009: Świat Józefa (dokumentalny)[1]
- 2009: Popiełuszko. Wolność jest w nas
- 2004: Zwycięzcy nie umierają - opowieść o księdzu Jerzym
- 2002: Skrawek nieba
- 1992: Naprawdę krótki film o miłości, zabijaniu i jeszcze jednym przykazaniu

### Scenariusz
- 2009: Świat Józefa (dokumentalny)[1]
- 2009: Popiełuszko. Wolność jest w nas
- 2002: Skrawek nieba
- 1992: Naprawdę krótki film o miłości, zabijaniu i jeszcze jednym przykazaniu

### Zdjęcia
- 2009: Świat Józefa (dokumentalny)[1]

### Produkcja
- 1992: Naprawdę krótki film o miłości, zabijaniu i jeszcze jednym przykazaniu

## Nagrody filmowe
- 1993: Naprawdę krótki film o miłości, zabijaniu i jeszcze jednym przykazaniu – Walencja (Cinema Jove) nagroda za scenariusz
- 1993: Naprawdę krótki film o miłości, zabijaniu i jeszcze jednym przykazaniu – Annonay (Festiwal Debiutów) Grand Prix
- 1992: Naprawdę krótki film o miłości, zabijaniu i jeszcze jednym przykazaniu – Mamers (Festiwal Kina Europejskiego) nagroda Stowarzyszenia "Artemi's"
- 2009: "Popiełuszko. Wolność jest w nas" - Warszawa- TOTUS za najlepsze dzieło medialne
- 2009: "Popiełuszko. Wolność jest w nas" - Kraków - PLATYNOWY BILET - nagroda Stowarzyszenia Właścicieli Kin z wynik przekraczający milion widzów
- 2010: "Popiełuszko. Wolność jest w nas" - Niepokalanów - GRAND PRIX Międzynarodowy Festiwal Filmów i Muktimediów w Niepokalanowie
- 2010: "Popiełuszko. Wolność jest w nas" - Warszawa TULIPANY (Narodowego Dnia Życia) za najlepsze dzieło kultury roku
- 2011: "Popiełuszko. Wolność jest w nas" - Rzym - PREMIO RUAH Le Opere del Padre za najlepsze dzieło kultury propagujące wartości chrześcijańskie,
- 2011: "Popiełuszko. Wolność jest w nas" - wyróżnienie NSZZ Solidarność

## Działalność społeczna
W 2010 podpisał list otwarty do rządu RP i prezydenta przeciwko organizacji w Warszawie parady Europride. W liście tym podkreślano sprzeciw wobec legalizacji związków osób tej samej płci oraz adopcji dzieci przez pary homoseksualne, a działania środowisk LGBT w tym kierunku określono jako zamach na wolność słowa, przekonań i sumienia.